# Heuppiercing
Een heuppiercing is een surface piercing in de heup, dicht bij het heupbeen. De piercing wordt meestal aan beide kanten geplaatst, om symmetrie te bereiken.